# Tisana

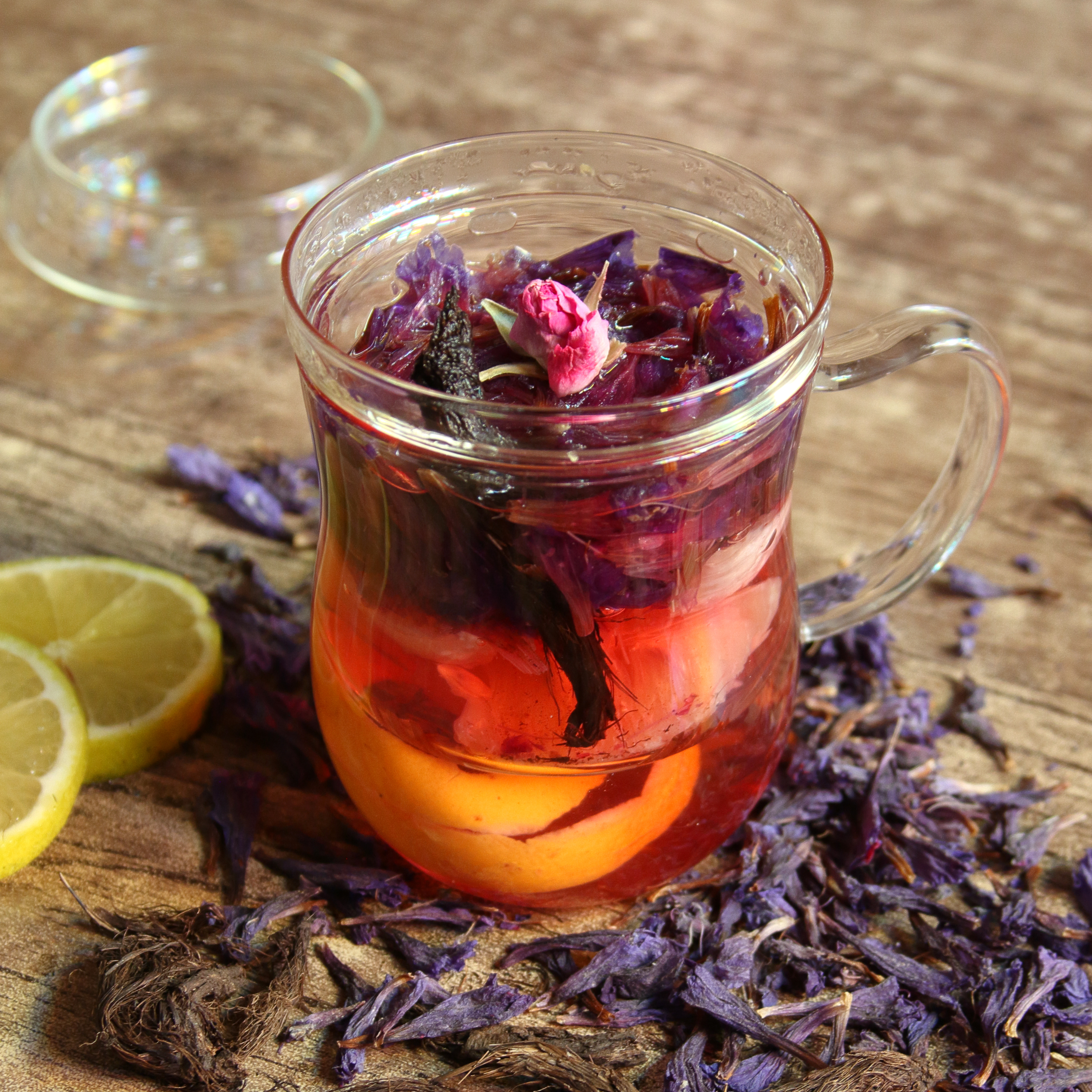
Tisana di viperina azzurra

In erboristeria la tisana (dal greco πτισάνη, derivato da πτίσσω, «mondare, sbucciare») è una qualsiasi preparazione liquida, appartenente alla categoria degli idroliti, realizzata dall'infusione o dalla decozione di erbe o spezie in acqua calda, e solitamente non contiene caffeina.

## Descrizione
In erboristeria la tisana viene definita come una soluzione acquosa diluita, appartenente alla categoria degli idroliti, di sostanze medicamentose, formate da fitocomplessi (erbe o spezie) da assumersi per via orale.
Nella pratica la tisana cambia nome a seconda del metodo estrattivo di tali sostanze:
- infuso, in acqua calda per estrarre i principi attivi delle parti più delicate della pianta (fiori, foglie, gemme, frutti)
- decotto, in acqua calda soprattutto per estrarre le sostanze dalle parti dure della pianta (radici, semi, cortecce, legno)
- macerato. in acqua a temperatura ambiente e filtrato, da assumere parimenti a temperatura ambiente

Una tisana si può preparare con una o con più erbe e solitamente non contiene caffeina.
Una tisana composta da più erbe presenta elementi così schematizzabili:
- il remedium cardinale (o rimedio di base): una o più erbe officinali con principi specifici per la terapia in questione,
- l'adiuvans (o adiuvante): una o più erbe officinali capaci di sinergia con il rimedio di base
- il costituens (o complemento): una o più erbe officinali in grado di conferire un aspetto piacevole,
- il corrigens (o correttore): una o più erbe officinali in grado di migliorare le caratteristiche organolettiche della tisana.

Ad evitare interazioni nocive all'organismo tra i principi attivi si consiglia di non superare le 5 erbe in una stessa tisana. Altre fonti indicano in 8 il numero massimo ammesso dalla farmacopea nazionale, ma queste affermazioni sono estremamente empiriche ed è ben più rilevante l'approfondita conoscenza della chimica dei singoli componenti e le inevitabili reazioni tra gli stessi, che potrebbero giungere ad annullarsi vicendevolmente come a nuocere.
Parimenti sono possibili interazioni ed effetti collaterali nell'uso contemporaneo di erbe (sia in tisana sia al naturale), integratori e farmaci circa le quali esistono vademecum di libero accesso a cura di studiosi farmacisti e nutrizionisti e articoli scientifici.
In una tisana di più erbe le componenti devono essere tra loro omogenee. Non si devono cioè mischiare le parti dure (radici, semi, cortecce, legno) e quelle tenere (foglie e fiori) delle piante.
Nella preparazione di una tisana le erbe (fresche o secche) devono essere opportunamente sminuzzate (forma taglio tisana). Il grado di sminuzzamento può influire sull'estrazione dei principi attivi.